# Jaghjagh
De Jaghjagh (Arabisch: نهر جقجق Nahr Jaqjaq, نهر الجغجغ Nahr al-Jaghjagh, of Nahr al-Hirmas; Turks: Çağ-çağ Deresi; Koerdisch:  Çemê Nisêbînê of Cexcex) is een zijrivier van de Khabur en stroomt door Turkije en Syrië.
Bij de Oude Grieken was de rivier gekend als Mygdonius (Oudgrieks: Μυγδόνιος) en kreeg zijn naam door de stad Antiochië in Mygdonia, het huidige Nussaybin.